# Luling (Louisiana)
Luling is een plaats (census-designated place) in de Amerikaanse staat Louisiana, en valt bestuurlijk gezien onder St. Charles Parish.

## Demografie
Bij de volkstelling in 2000 werd het aantal inwoners vastgesteld op 11.512.

## Geografie
Volgens het United States Census Bureau beslaat de plaats een oppervlakte van
50,6 km², waarvan 47,9 km² land en 2,7 km² water. Luling ligt op ongeveer 3 m boven zeeniveau.

## Plaatsen in de nabije omgeving
De onderstaande figuur toont nabijgelegen plaatsen in een straal van 8 km rond Luling.